# Armando Massé
Armando Joaquín Massé Fernández (Lima, 13 de junio de 1959) es un médico cirujano, cantante, compositor y locutor de radio peruano. En el ámbito musical, se ha consolidado su carrera artística en el género pop y la música criolla. Fue el presidente de la Asociación Peruana de Autores y Compositores durante el periodo 1999-2018. En el ámbito radial, se ha destacado como conductor del programa Médicos en acción de la emisora Radio Nacional.

## Biografía
Nació el 13 de junio de 1959 en Lima, bajo el nombre de Armando Joaquín Massé Fernández. Proveniente de una familia de clase media, estudió la facultad de medicina en la Universidad Nacional Mayor de San Marcos, en el cual fue egresado como médico cirujano. Ya para 1992, realizó su internado de residencia y estudios de nefrología en el Hospital Guillermo Almenara Irigoyen hasta el año siguiente.
Trabajó como médico emergentista en el Hospital Almanzor Aguinaga en Chiclayo y fue doctor en el Hospital Cayalti y la Parroquia Zaña, incluyendo su servicio rural médico en el distrito de Jayanca, en la Región Lambayeque.
Como cantante, Massé se desempeñó en la música pop. En 1994, estrenó su álbum de estudio Buenos tiempos.[cita requerida] Prestó su colaboración con otros intérpretes nacionales e internacionales como Manolo Otero, Manolo Galván, Basilio, Arturo «Zambo» Cavero, Luis Abanto Morales, Alicia Maguiña, Pepe Vásquez, Mario Cavagnaro, entre otras personalidades. Representó a su país en el Festival de la Canción de Viña del Mar por dos ocasiones, en el Festival OTI de la Canción en 1989 y 1993. Además, participó en los Premios Billboard y el Festival de Curacao en 1988.
En 1997, compuso la canción de la telenovela Torbellino. Años más tarde, los derechos de esta quedaron a cargo de la cadena Latina Televisión, la cual prohibió a Massé utilizar el tema en 2018, según las declaraciones del actor Christian Meier.
En 1999, se desempeñó como presidente de la Asociación Peruana de Autores y Compositores hasta 2018, cuando fue sucedido por el compositor Estanis Mogollón en el cargo. Durante su etapa en el cargo, fue denunciado por lavado de activos, delitos de estafa y administración fraudulenta por el compositor Felipe Escobar, al recibir regalías a costa de los cantantes, músicos y compositores peruanos en 2013. Dentro de la denuncia en su contra, involucraron a los cantantes Rossy War, Julie Freundt y Pocho Prieto, vocalista de la banda musical Río. Además de ello, se sumaron las denuncias del fallecido cantante español Camilo Sesto y el cantante panameño Roberto Blades.
En 2008, prestó su colaboración con la cantante Anaís para el lanzamiento del tema de su autoría «Más vale sola que mal acompañada».
A partir de 2009, inicia su etapa como locutor de radio, asumiendo la conducción del programa educativo de salud Médicos en acción por la emisora Radio Nacional. A partir de la década de los 2010, su programa fue televisado para Exitosa TV.
En 2011, compuso el tema musical «Oyarce corazón» en homenaje al fallecido estudiante Walter Oyarce, quién fue asesinado por los barristas de Universitario de Deportes tirándolo del balcón de una tribuna del Estadio Monumental de Lima. En 2017, presta su presencia como compositor del tema musical «Levántate Perú», interpretada por otras figuras de la música nacional. En ese año, estrena su álbum inédito Massé Instrumental y en 2015, el disco 19 cuentos de amor.[cita requerida]
En 2010, obtuvo el grado de abogado en la Universidad Inca Garcilaso de la Vega y realizó una maestría en propiedad intelectual en la Pontificia Universidad Católica del Perú. En 2014, se convierte en director del Policlínico Médicos en Guardia, permaneciendo en la actualidad.
Retoma su faceta musical en 2017, siendo el autor del tema «Valió la pena» en el formato de música criolla.
En 2020, fue denunciado junto a otros colegas por recomendar dióxido de carbono a sus pacientes, en el cual provocó el peligro en la salud de estos últimos mencionados. En ese año, dio positivo al COVID-19, recuperándose días después.
Massé se incursiona en la política en las elecciones de 2020, lanzando su candidatura al Congreso de la República del Perú con el partido político Somos Perú sin conseguir el cargo.
En 2021, estrenó su primer libro Buenos tiempos, con la colaboración de la editorial El Virrey.
En 2022 escribió el libro Guía para comprender y prevenir enfermedades.

## Discografía

### Álbumes de estudio
- 1994: Buenos tiempos
- 2013: Massé Instrumental, vol. 2
- 2013: Massé Instrumental
- 2015: 19 cuentos de amor
- 2017: Grandes amores
- 2017: Cruzando los dedos
- 2019: Grandes amores
- 2024: Massé en su salsa

### Sencillos
- 2023: Blanquirroja querida

## Televisión y radio
- Médicos en acción (desde 2009), locutor y presentador por Radio Nacional y Exitosa TV.

## Literatura
- Buenos tiempos (El Virrey, 2021)
- Guía para comprender y prevenir enfermedades (Mesa Redonda, 2022)